# Gabăr, Burgas
Gabăr (în bulgară Габър) este un sat în comuna Sozopol, regiunea Burgas,  Bulgaria. 

## Demografie
Componența etnică a satului Gabăr
     Romi (50,9%)
     Bulgari (48,72%)
     Nicio identificare (0,36%)
     Altele (0%)
La recensământul din 2011, populația satului Gabăr era de 275 locuitori. Din punct de vedere etnic, majoritatea locuitorilor (50,9%) erau romi, cu o minoritate de bulgari (48,72%). Pentru 0,36% din locuitori nu este cunoscută apartenența etnică.